# Bolševník obecný
Bolševník obecný  (Heracleum sphondylium), starší název bršť, je rostlina z čeledi miříkovitých vyskytující se ve Středomoří a mírném pásu Evropy a Asie. Někdy se udává i Severní Amerika; závisí to na tom, zda autor nahlíží na jediného tamního zástupce rodu bolševník jako na samostatný druh (Heracleum maximum Bartram, 1791), nebo zda jej považuje za pouhý poddruh bolševníku obecného (Heracleum sphondylium subsp.  montanum (Schleicher ex Gaudin) Briquet, 1905, resp. H. sphondylium var. lanatum (Michaux) Dorn, 1988, resp. H. sphondylium subsp. lanatum (Michaux) A. Löwe & D. Löwe, 1982). Obvyklejší je však pojetí amerického zástupce jakožto samostatného druhu.

## Synonyma
- Pastinaca sphondylium (L.) Calestani, 1905

## Poddruhy
- Heracleum sphondylium subsp. sphondylium  – bolševník obecný pravý
- Heracleum sphondylium subsp. trachycarpum (Soják) Holub, 1964 (syn. Heracleum sphondylium var. trachycarpum Soják, 1963) – bolševník obecný karpatský
- Heracleum sphondylium subsp. glabrum (Huth) Holub, 1997 (syn. Heracleum sphondylium var. glabrum Huth, 1882) – bolševník obecný žlutavý
- Heracleum sphondylium subsp. chloranthum (Borbás) Neumayer, 1923 (syn. Heracleum chloranthum Borbás, 1884) – bolševník obecný zelenokvětý

Mezi jednotlivými poddruhy existuje řada přechodných forem, zřejmě kříženců.

## Vzhled

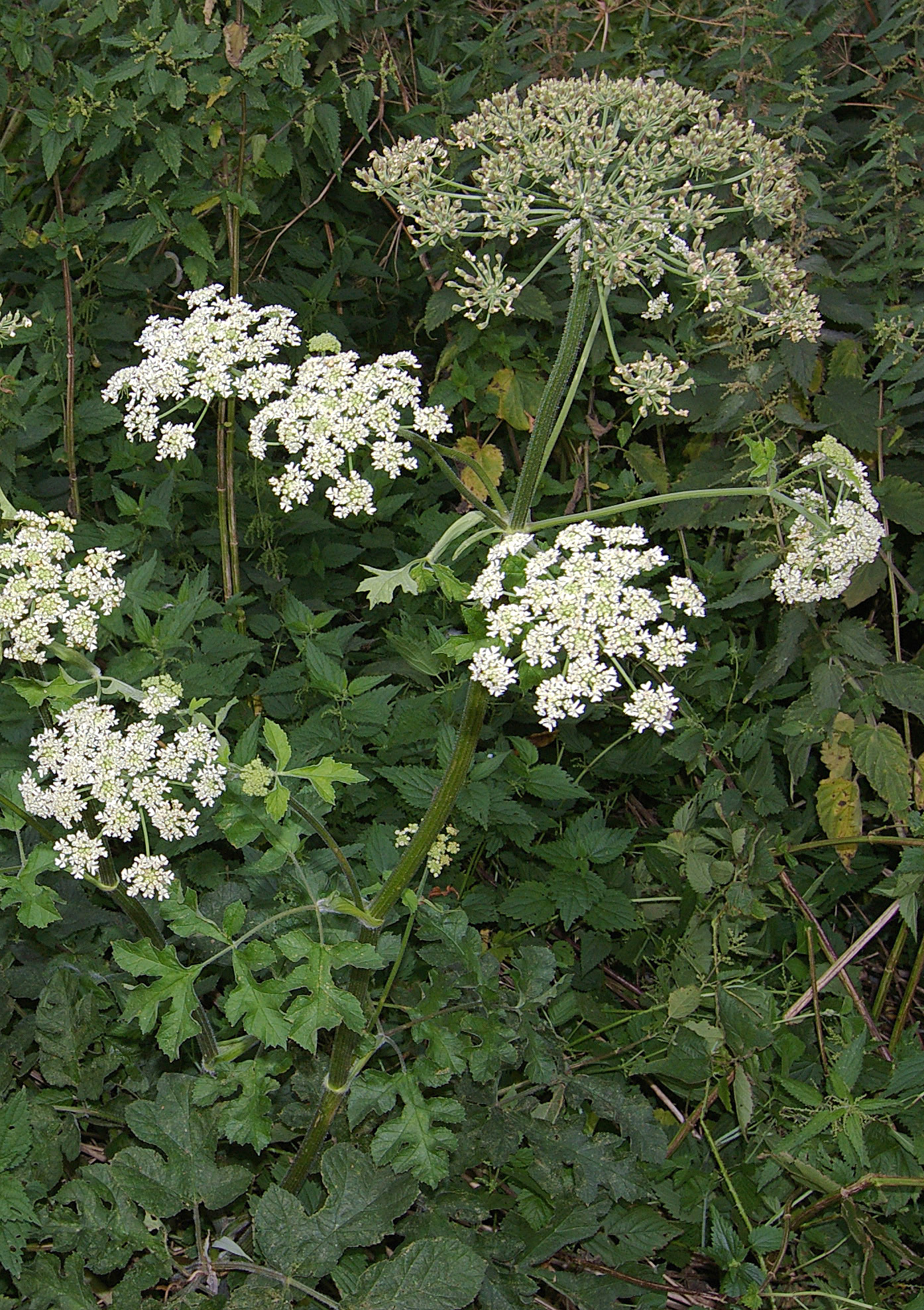
Heracleum sphondylium

Jde o 0,5–2 metry vysokou dvou až víceletou rostlinu (závisí na průběhu počasí a tuhosti zimy). První rok pouze vytvoří přízemní růžici listů (mohou být až 60 cm velké) a střádá zásoby do vřetenovitého hlavního kořene. Na druhý rok vyžene lodyhu s okoličnatým květenstvím, které je tvořeno zpravidla 10–25 okolíčky (může jich být ale ještě více). Přízemní listy jsou tří až pětičetné, dlouze řapíkaté. Listy na lodyze jsou podstatně menší (u vzrostlé rostliny maximálně 20 cm). Lodyha je dutá, hranatě rýhovaná, chlupatá. Květy jsou oboupohlavné, barva bílá, nazelenalá, narůžovělá nebo nažloutlá. Plody jsou dvounažky. Semena si zachovávají klíčivost přes 7 let.
Kromě bolševníku obecného se v Česku uchytil nebezpečný invazní druh bolševník velkolepý (Heracleum mantegazzianum), který se svému příbuznému dost podobá. Není vyloučeno, že se v místech společného výskytu oba druhy kříží; z Velké Británie a Německa byl již výskyt kříženců Heracleum sphondylium × mantegazzianum hlášen.
Základní rozdíly – bolševník obecný proti bolševníku velkolepému:[zdroj?]
- má menší a více rozvolněné květenství
- je celkově podstatně menší
- má listy méně ostře a ne tak hluboko vykrajované
- je podstatně méně jedovatý

## Rozšíření
Bolševník obecný se přirozeně vyskytuje v celém mírném pásu Evropy a západní Sibiře, včetně severních částí Pyrenejského, Apeninského a Balkánského poloostrova, severních částí Turecka a části Kavkazu. V Česku se vyskytuje na většině území.

## Ekologie
Bolševník obecný je nitrofilní rostlina libující si na vlhkých hnojených loukách či pastvinách, rumištích, příkopech kolem cest a v zanedbaných zahradách. Vyhovuje mu těžší půda s neutrálním pH (nicméně dobře snáší i mírně kyselé či mírně zásadité půdy). V Česku kvete od června do září.

## Obsahové látky
Nejvýznamnější účinnou složkou obsaženou v celé rostlině jsou fototoxické furanokumariny; jejich koncentrace ve šťávě rostliny je však podstatně menší.

### Alkoholy
- methanol
- ethanol
- n-oktanol

### Karboxylové kyseliny
- kyselina kaprinová
- kyselina laurinová

### Estery
- n-hexylbutyrát
- n-oktylacetát

### Furanokumariny
- pimpinellin
- isopimpinellin
- bergapten
- isobergapten
- sphondin

## Jedovatost
Bolševník obecný obsahuje stejně jako bolševník velkolepý fototoxické furanokumariny, jejich koncentrace ve šťávě rostliny je však podstatně menší. I přes to není vhodné se příliš potřísňovat jeho šťávou, která může u citlivých jedinců vyvolat podráždění kůže (zrudnutí) až otoky a puchýřnatění pokožky. Celá rostlina je jedovatá, nejjedovatější jsou nezralé plody.

## Využití

### Vléčitelství
V léčitelství se tinktura z bolševníku obecného používá jako antiepileptikum a antihysterikum. Droga snižuje krevní tlak, má celkově povzbudivé účinky a v minulosti se považovala i za afrodisiakum. Dnes se ale již prakticky nepoužívá pro nepříjemné vedlejší účinky (silná projímavost a nutnost vyhýbat se přímému slunci po jejich aplikaci). Sbírá se nať a někdy i kořen.

### Ve včelařství
Bolševník obecný je výborná nektarodárná bylina. Druhový bolševníkový med je světle či tmavě žlutý, má pronikavou vůni a škrablavou příchuť. Krystalizuje do matně šedivožluté barvy. Obsahuje vitamín B1 a u citlivých osob může způsobit alergické reakce. Častěji však bývá bolševníkový med součástí smíšených letních medů.
Rousky pylu bolševníku bývají žlutě zbarvené.

### V gastronomii
Dříve patřil ve východní Evropě k hojně využívané zelenině zejména k přípravě boršče. Odtud pocházejí také jeho pojmenování v polštině - barszcz a v ruštině borščevik. Dále se mladé listy používaly jako špenát nebo i do salátů. Kořen a listy se používaly k přípravě zeleninových bujónů.

### V zemědělství
Jako pícnina je oblíben zejména u ovcí a skotu, ale také u králíků. Na druhé straně znehodnocuje seno tím, že stvoly a dužnatá žilnatina listů špatně schnou a při skladování plesniví.